# 永興集團新加坡
永興集團新加坡有限公司，簡稱永興集團新加坡（英語：Kyosha Holdings (Singapore) Limited），在1993年由萬威國際有限公司和京寫集團合營分拆，從事於中國內地電路版之製造、銷售及貿易。
其股份當時自2000年在新加坡交易所主板上市。主要銷售及工廠地區包括中國、日本、歐美、澳大利亞等國家。最後由於在新加坡投資者薄弱，於是被母公司和京寫集團進行私有化成功後，已在2003年撤銷上市，同時又出售給京寫集團。

## 連結
- Kyosha.com.hk （页面存档备份，存于）